# 텍스 윈터

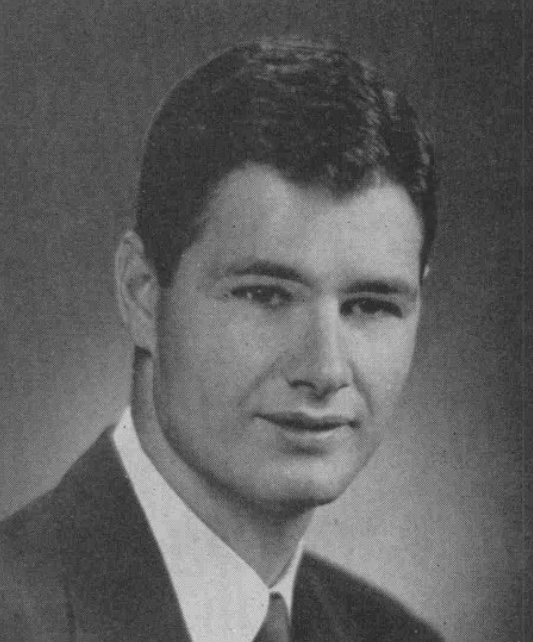

텍스 윈터(Tex Winter, 본명: Morice Fredrick "Tex" Winter, 1922년 2월 25일 – 2018년 10월 10일)는 미국 농구 코치이자 삼각형 공격의 혁신가였다. 그는 NBA(National Basketball Association)의 수석 코치가 되기 전에 30년 동안 대학 농구의 수석 코치를 역임했다. 그는 시카고 불스와 로스앤젤레스 레이커스와 함께 9개의 NBA 챔피언십 팀에서 필 잭슨의 어시스턴트였다. 윈터는 2011년 네이스미스 기념 농구 명예의 전당에 헌액되었다.

## 건강과 죽음

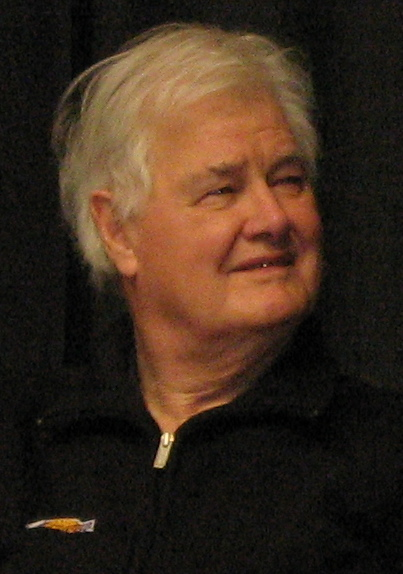
2009년 모습

2009년 4월 25일 윈터는 캔자스 스테이트 농구 동창회에 참석하는 동안 캔자스 맨해튼에서 뇌졸중을 겪었다.
알츠하이머병에 걸린 아내와 아들 브라이언과 함께 캔자스주 맨해튼의 캔자스주 근처에 살았다. 2009년 뇌졸중의 후유증으로 우측 비협조와 목과 어깨의 신경통을 겪었다. 그에게는 러스와 크리스라는 두 명의 다른 아들이 있다.
윈터는 2018년 10월 10일 96세의 나이로 사망했다.

## 출판
- Winter, Fred (1962). 《The Triple-Post Offense》. Prentice-Hall.